# Église Saint-Martin de Saint-Valery-sur-Somme
Pour les articles homonymes, voir Église Saint-Martin.
L'église Saint-Martin de Saint-Valery-sur-Somme est une église paroissiale située dans la ville haute de Saint-Valery-sur-Somme à l'ouest du département de la Somme.

## Historique
La présence d'une église à Saint-Valery-sur-Somme est attestée au XIIe siècle. La construction de l'église actuelle remonte au XIIIe siècle. Elle subit des destructions pendant la Guerre de Cent Ans et fut incendiée en 1475, en même temps que la ville sur ordre de Louis XI qui s'opposait alors au duc de Bourgogne Charles le Téméraire.
L'église fut reconstruite à la fin du XVe siècle et consacrée en 1500. La construction se poursuivit néanmoins jusque 1559. Pendant la Révolution française, l'église subit quelques dommages : mobilier vendu, tableaux et châsse brûlés, cloches fondues.
En 1845 fut construit un bâtiment rectangulaire en brique donnant accès au clocher.

## Description
L'église Saint-Martin de Saint-Valery-sur-Somme a été édifiée en pierre avec damier de galets caractéristiques des constructions de la côte picarde. Elle se compose de deux nefs jumelles séparées par de grandes arcades. La chapelle des fonts baptismaux est un des vestiges de l'ancienne église.
L'église est flanquée d'un clocher massif épaulé par des contreforts. Le sommet du clocher fut doté, en 1786, d'une toiture pyramidale.

Extérieur
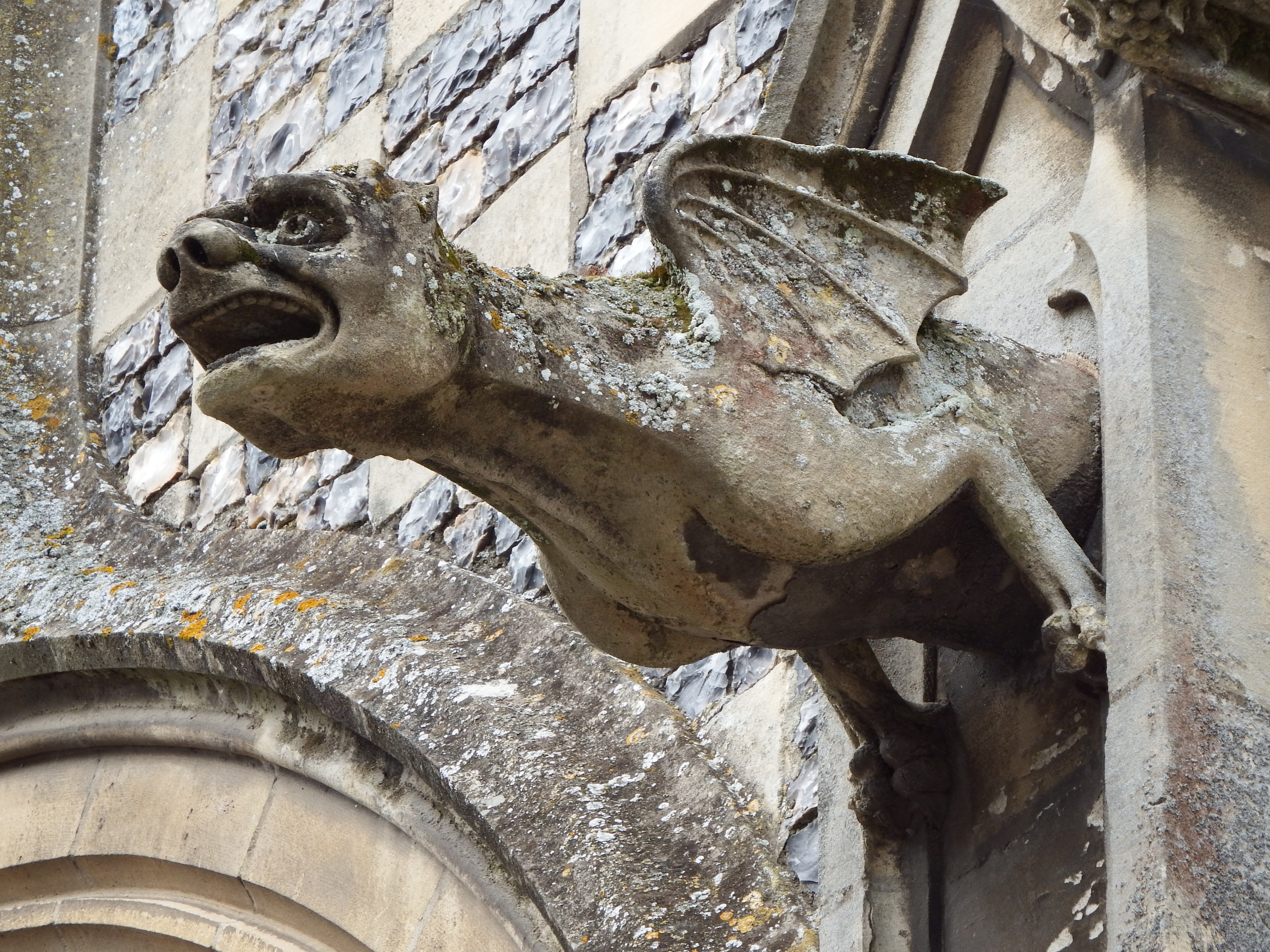
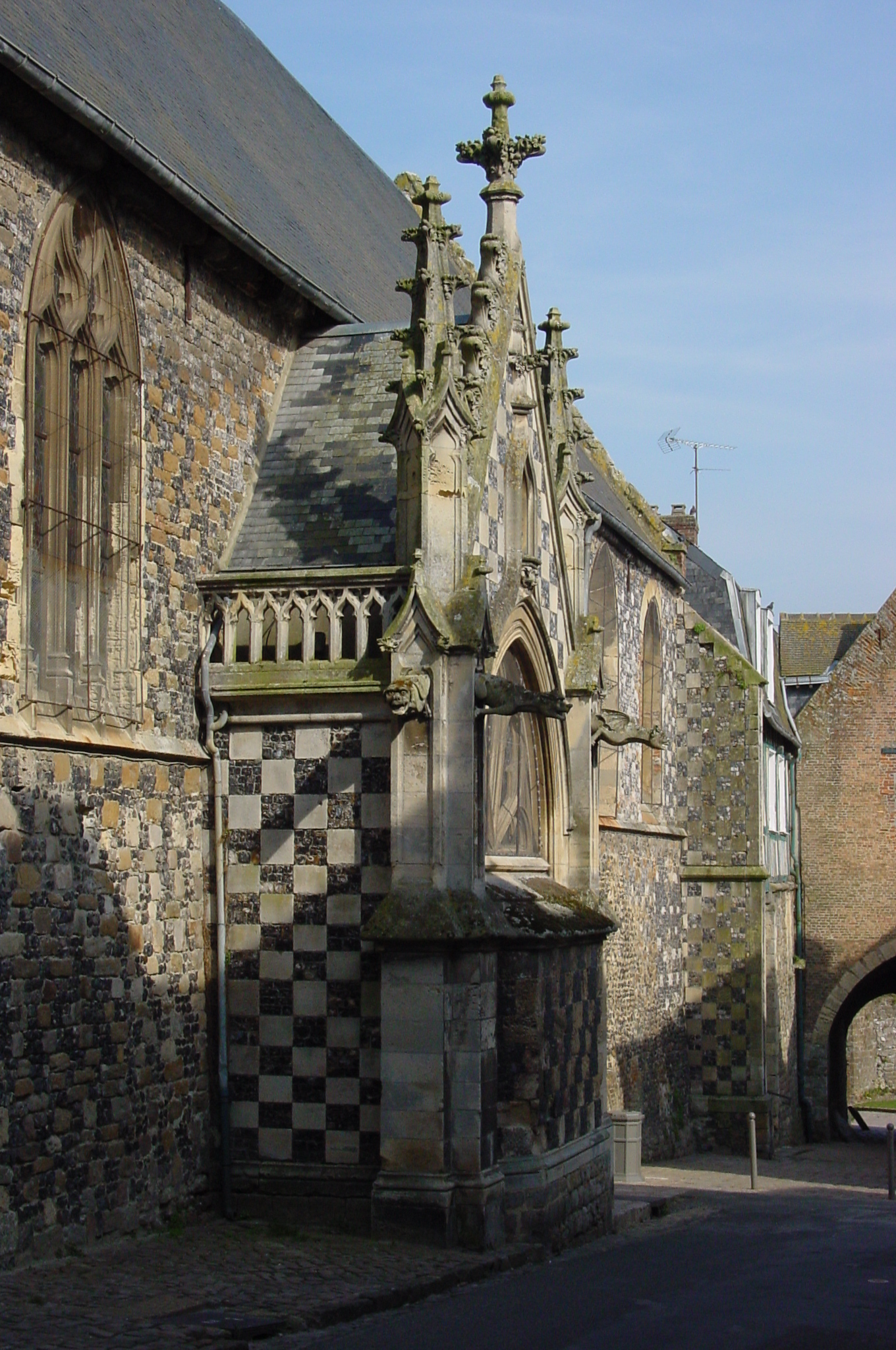
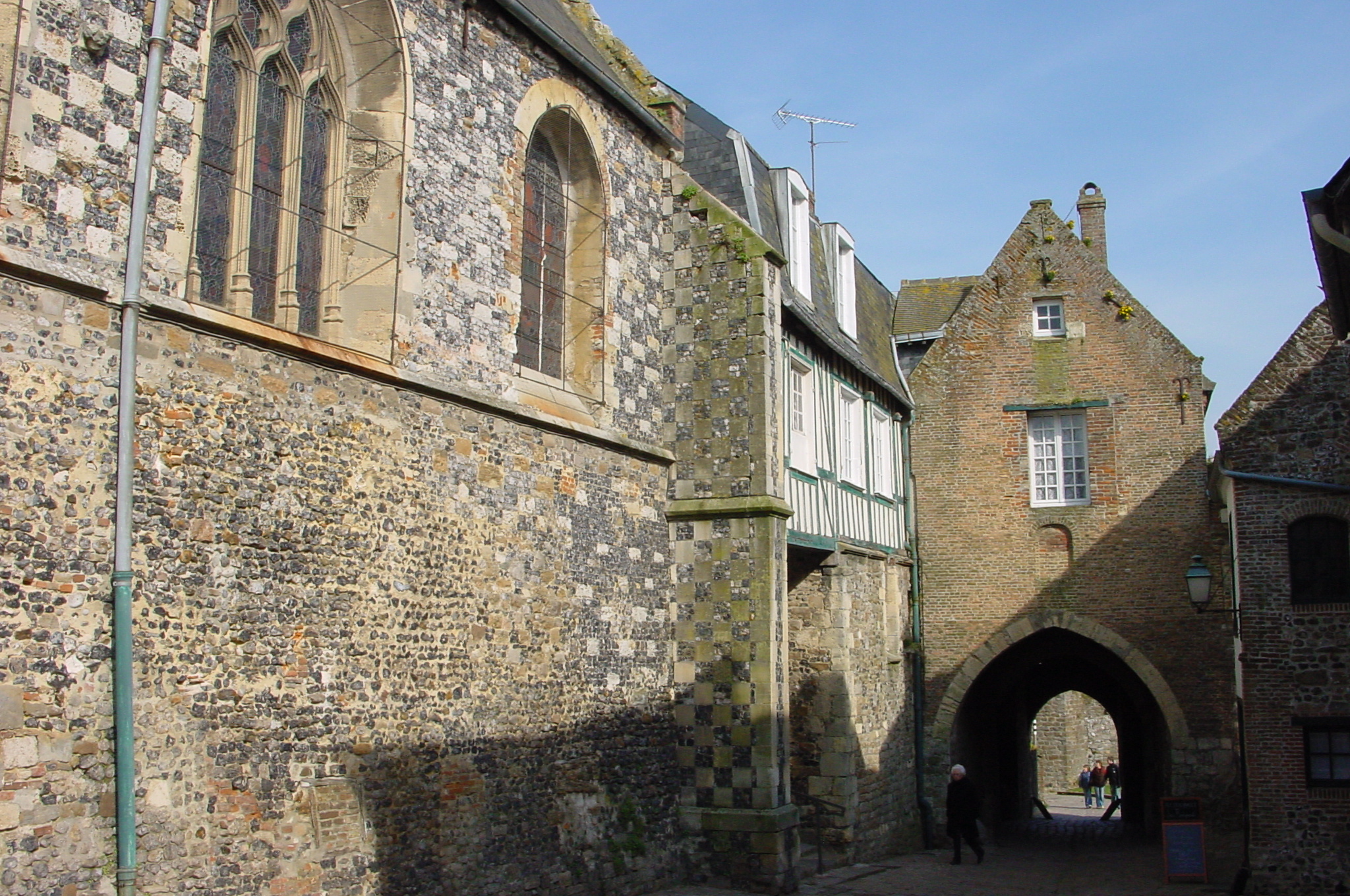
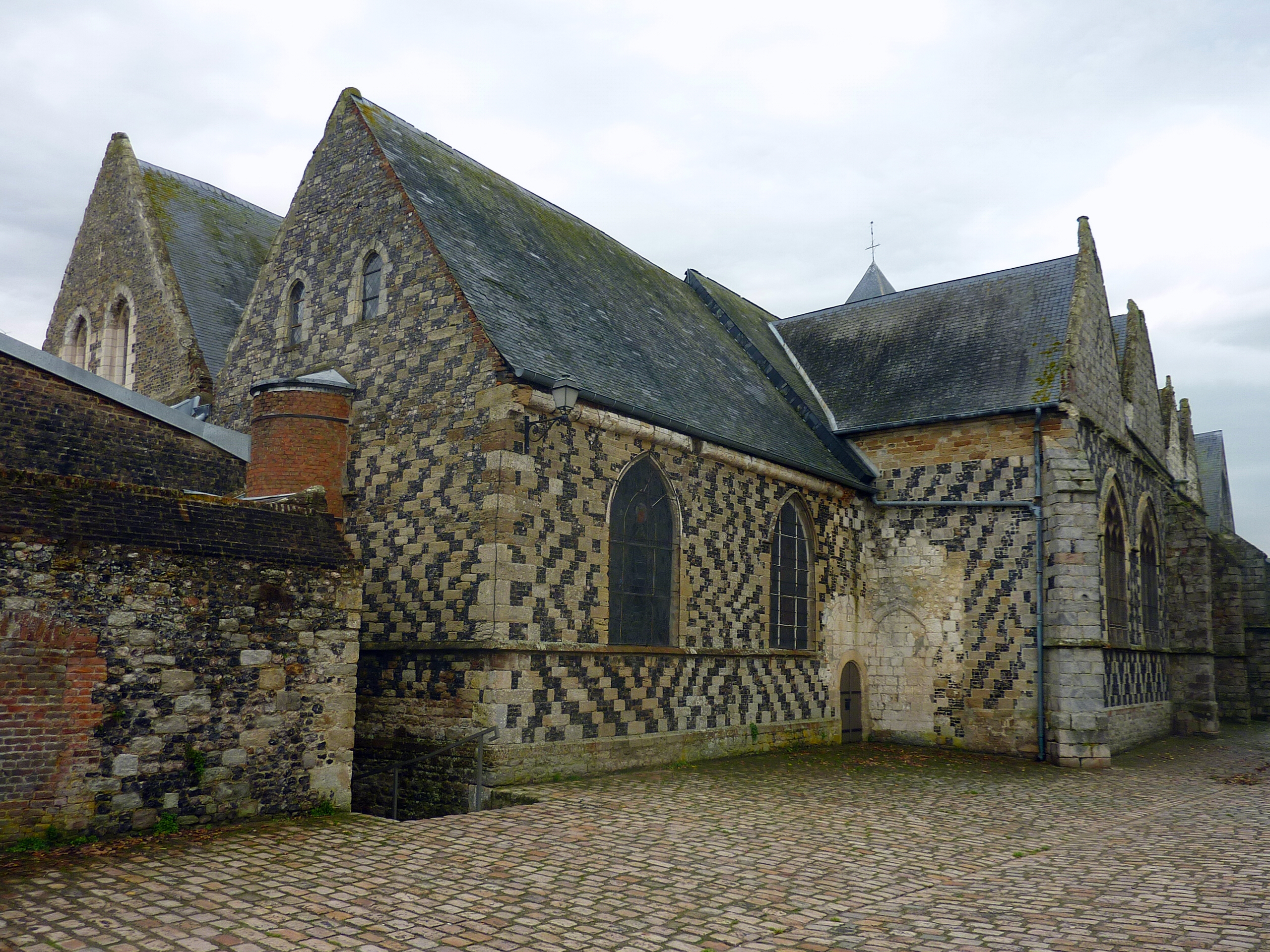

Intérieur
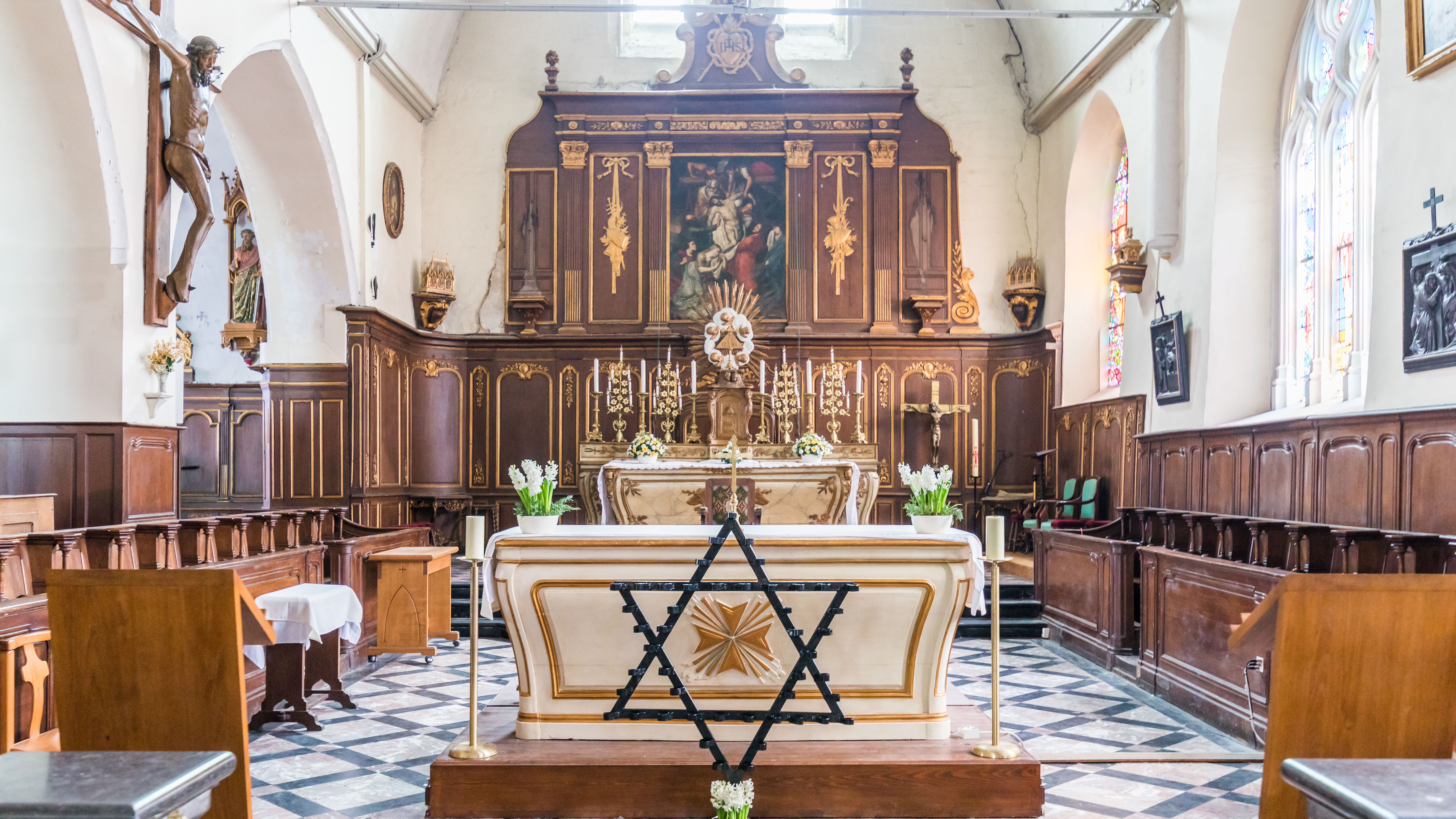
Autels de la nef.
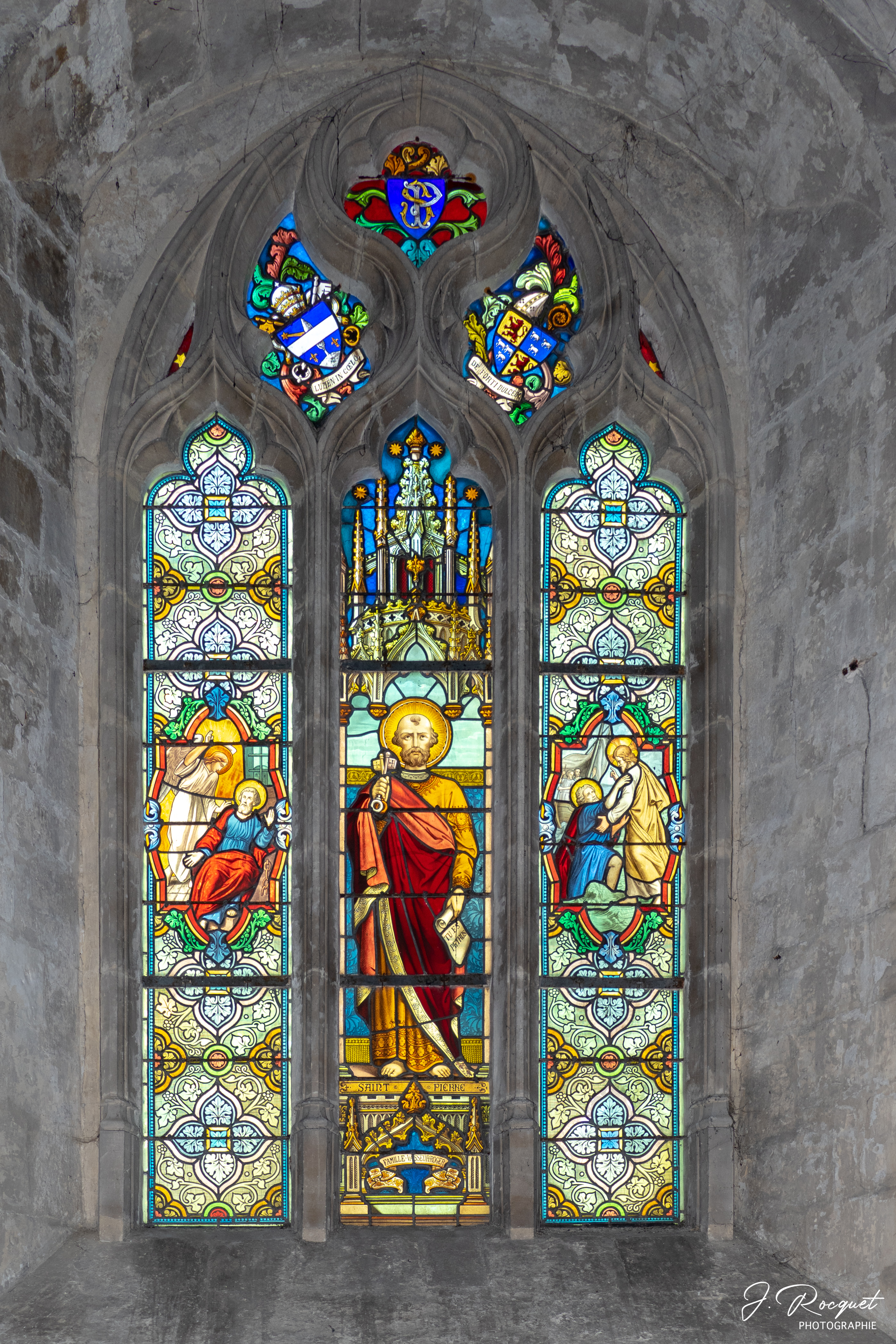
Vitrail de saint Pierre.
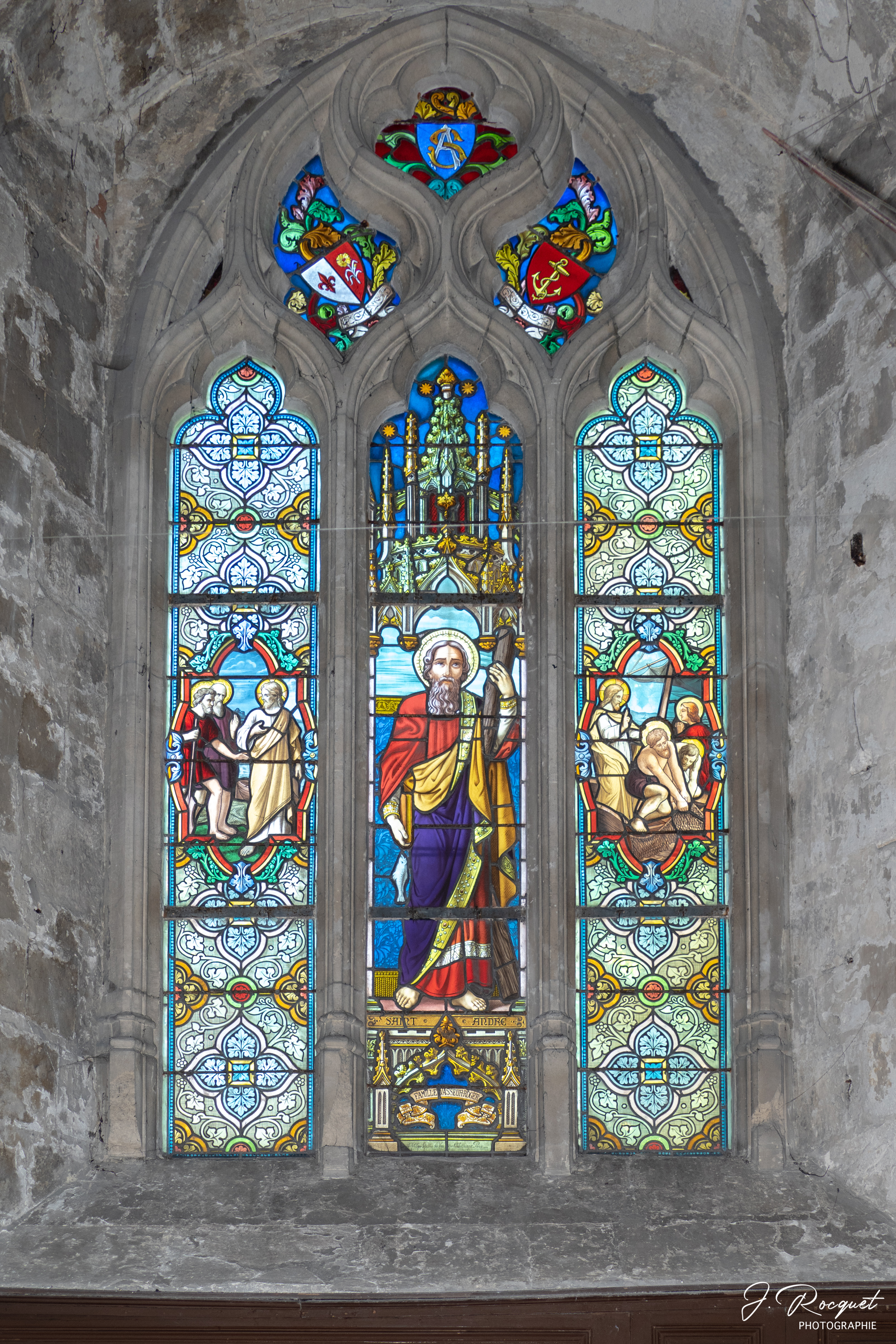
Vitrail de saint André.
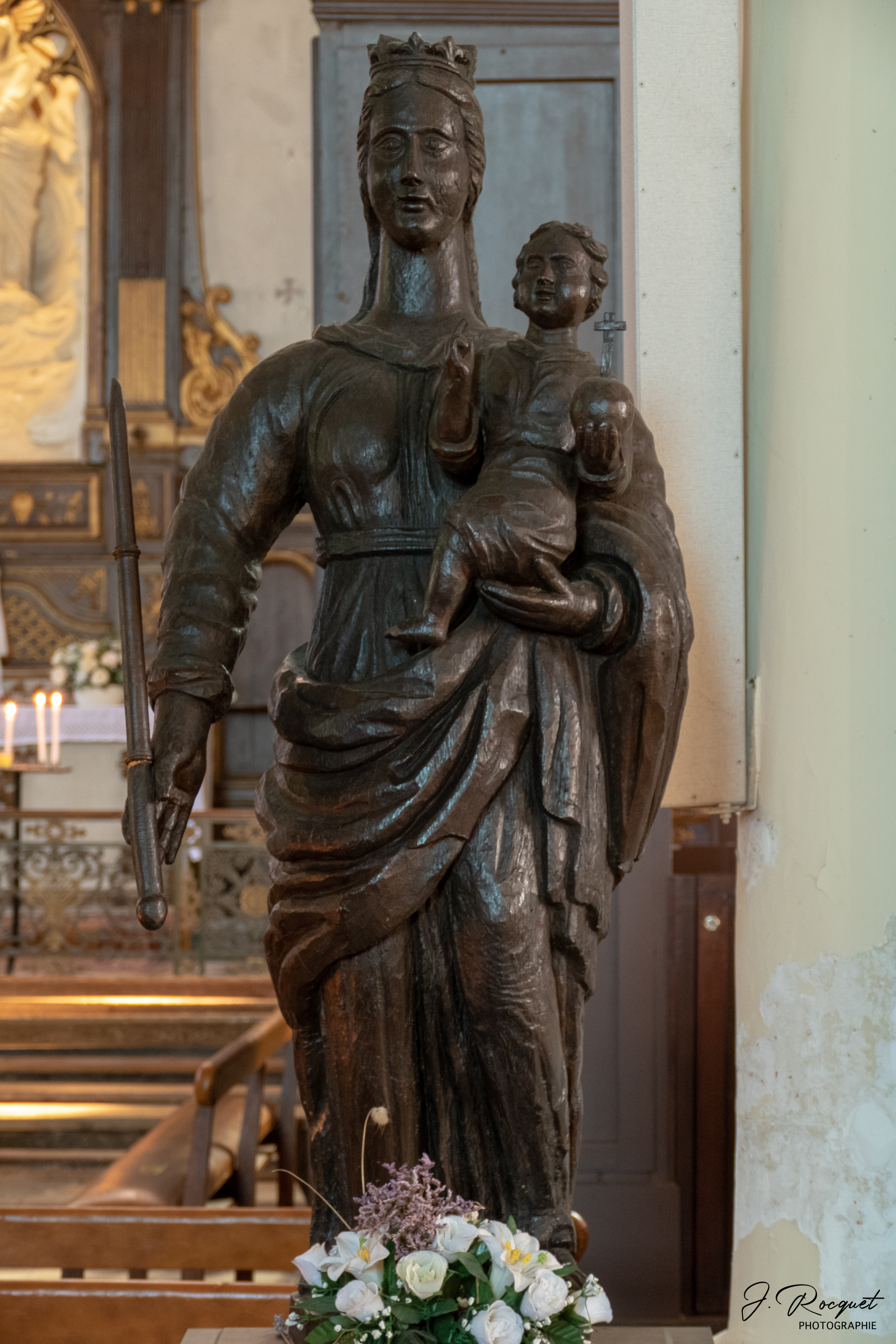
Statue en bois de la vierge à l'enfant.
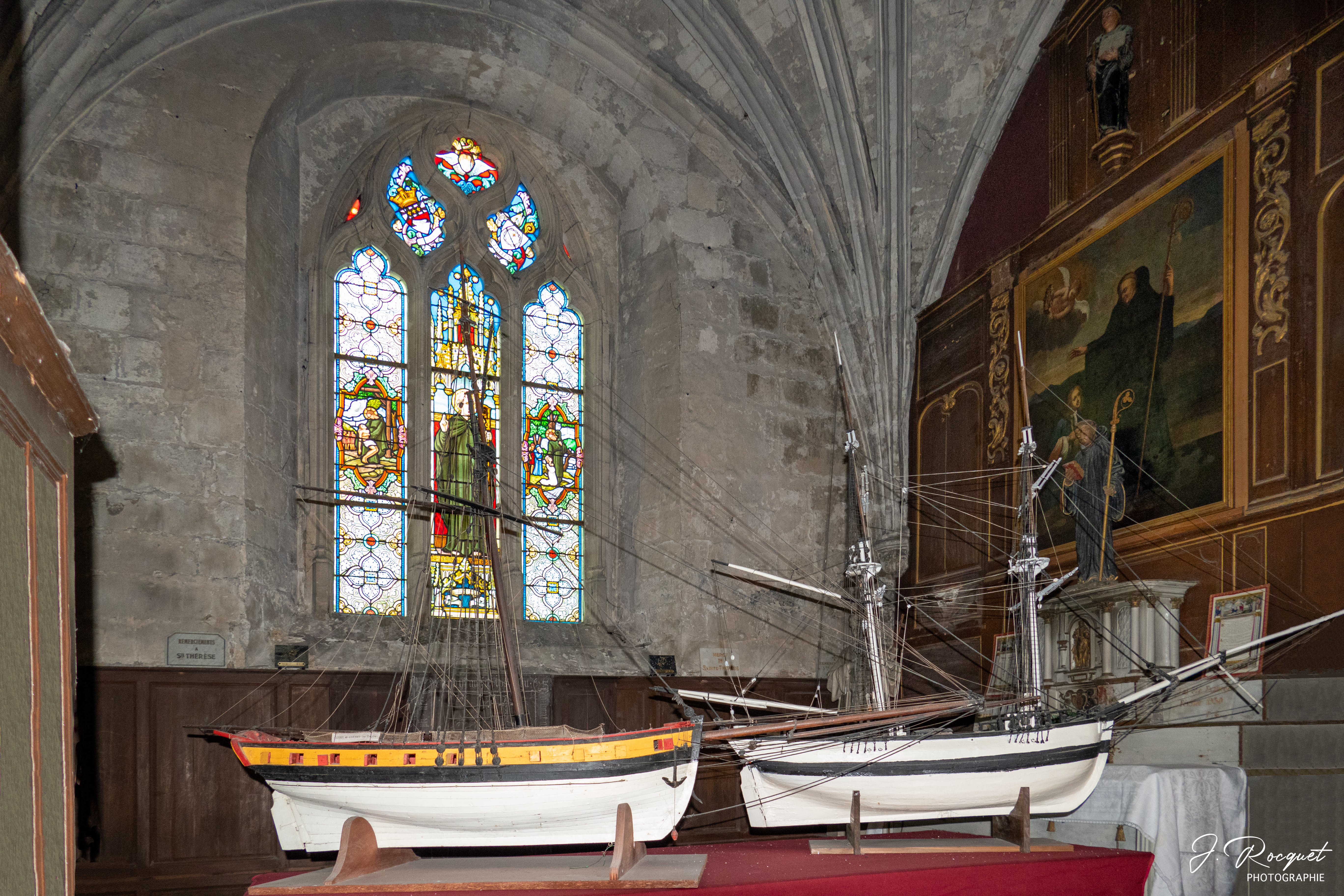
Chapelle Saint-Pierre dite des marins.

## Mobilier

### Mobilier liturgique et sculpture
L'église possède également du mobilier et des œuvres d'art protégés en tant que monuments historiques au titre d'objets : 
- le maître-autel avec tabernacle, retable, tableau représentant la Descente de croix, lambris, chandelier pascal, siège de l'officiant...
- tableau du XVIIe siècle représentant le martyre de saint Paul,
- statues de la Vierge et de saint Valéry,
- statue de saint Martin ? (XVIIe siècle),
- un buste-reliquaire en argent de saint Valery, du XVIIe siècle, classé monument historique au titre d'objet le 25 mai 1907[5],
- des maquettes de navires du XVIIe siècle.

Les vitraux datent du XIXe siècle.

### L'orgue de tribune
L'église Saint-Martin possédait un orgue depuis la première moitié du XVIe siècle qui fut « ruiné » lors de la mise à sac de la ville par les troupes du capitaine protestant François de Cocqueville en 1568. Seul le buffet subsista.
En 1601, l'orgue fut réparé par Isaac Huguet, facteur d’orgues de Noyon, aidé par le menuisier Louis Fruart d’Abbeville qui modifia le buffet.
En 1895, Narcisse Duputel, de Rouen reconstruisit l’orgue pour loger un récit expressif entre le mur du fond de l’église et le buffet du Grand-Orgue. Il a été entièrement restauré en 2017 par les facteurs d'orgue, Guillaume Besnier, Olivier Buis et Thomas Blandeau de Louveciennes (Yvelines).
L'orgue est désormais composé de 27 jeux et de 1 200 tuyaux en étain, plomb et bois, dont certains datent du XVIIe siècle. Le plus petit, le plus aigu, mesure un centimètre, le plus grand, le plus grave, mesure près de trois mètres.

### L'orgue de chœur
L'orgue de chœur provient de l'église Saint-Pierre de Mesnières-en-Bray. Il fut acheté par un particulier qui le vendit aux Amis des Orgues de l'église Saint-Martin de Saint-Valery-sur-Somme. Il fut ensuite installé dans l'église.